# Senzan-Linie
| Senzan-Linie         | Senzan-Linie      |
| -------------------- | ----------------- |
| Zug der Senzan-Linie |                   |
| Streckenlänge:       | 58,0 km           |
| Spurweite:           | 1067 mm (Kapspur) |
| Stromsystem:         | 20 kV, 50 Hz ~    |
|                      |                   |

Die Senzan-Linie  (jap. 仙山線, Senzan-sen) ist eine japanische Eisenbahnstrecke, die zwischen den Bahnhöfen Sendai in der  Präfektur Miyagi und Yamagata in der  Präfektur Yamagata verläuft und von der East Japan Railway Company (JR East) betrieben wird. Der Name Senzan setzt sich aus den Schreibweisen der Stadt Sendai (仙台) und Yamagata (山形) zusammen.

## Daten
- Länge: 58,0 km
- Spurweite: 1067 mm
- Anzahl der Stationen: 20